# Goździówka
Goździówka (prononciation : [ɡɔʑˈd͡ʑufka]) est un village polonais de la gmina de Stanisławów dans le powiat de Mińsk de la voïvodie de Mazovie dans le centre-est de la Pologne.
Il est situé à environ 5 kilomètres à l'ouest de Stanisławów (siège de la gmina), 12 kilomètres au nord-ouest de Mińsk Mazowiecki (siège du powiat) et 34 kilomètres à l'est de Varsovie (capitale de la Pologne).

## Histoire
De 1975 à 1998, le village appartenait administrativement à la voïvodie de Siedlce.